# تیمبوکتو
تمبوکتو (در زبان کویرا چیئینی: تومبوتو) شهری در کشور مالی در آفریقای غربی است که در ۲۰ کیلومتری شمال رود نیجر و در لبه جنوبی صحرای بزرگ آفریقا قرار دارد. این شهر مرکز استان تمبوکتو یکی از هشت استان کشور مالی است و بر اساس سرشماری سال ۲۰۰۹ جمعیتی برابر با ۵۴٬۴۵۳ نفر دارد.
تمبوکتو که در گذشته سکونت گاهی غیر دائمی بوده، در قرن ۱۲ میلادی به سکونت گاهی دائمی بدل شده‌است. پس از جابجایی مسیرهای بازرگانی، تمبوکتو به عنوان مرکزی برای تجارت نمک، طلا، عاج و برده رونق گرفت. در قرن ۱۴ میلادی بخشی از امپراتوری مالی شد، در نیمه اول قرن ۱۵ میلادی قبایل طوارق برای مدت کوتاهی کنترل آن را در دست گرفتند و پس از آن در ۱۴۶۸ بخشی از امپراتوری سنغای شد. سعدیان در ۱۵۹۱ امپراتوری سنغای را از تمبوکتو عقب راندند و این شهر را به جای گائو به پایتختی برگزیدند.
مهاجمان طبقه جدیدی از حاکمان به نام آرمه را پدیدآوردند که بعدها در ۱۶۱۲ از سعدیان مستقل شدند. دوران طلایی شهر پایان یافت و شهر وارد دوره طولانی از افول شد. تا تسخیر شهر توسط فرانسویان در ۱۸۹۳ قبایل گوناگونی بر شهر حکم راندند، شرایطی که تا تبدیل شهر به بخشی از جمهوری مالی تداوم یافت. امروزه تمبوکتو از معضل بیابانی شدن رنج می‌برد.

## ریشه‌شناسی
در طول تاریخ نام تمبوکتو در گزارش‌های گوناگون با تلفظ‌های بسیار متفاوتی عنوان شده‌است. در اطلس کاتالان تِنبوچ ذکر شده، آنتونیو مالفانته ثامبِت نامیده‌اش و الویس کاداموتسو در سفرهای کاداموتسو از نام تمبوکتو استفاده کرده‌است. اختلافات در مورد ریشه‌شناسی تمبوکتو هنوز در جریان است و حداقل چهار ریشه برای این نام عنوان شده‌است.
- ریشه سنغایی: لئو افریکانوس و هاینریش بارث هر دو بر این باور اند که این نام ریشه‌ای سنغایی دارد، بارث این نام را برگفته از دو واژه تین به معنای دیوار و بوتو می‌داند که در کل معنای دیوار بوتو را می‌دهد.
- ریشه بربری: تاریخ‌نگار مالیایی سکنه سیسوکو معتقد است که سازندگان بربر این شهر نامی بربری نهاده‌اند که از دو واژه تم به معنای مکانِ و بوکتو به معنای تل ماسه کوچک تشکیل شده‌است و بنابراین تمبوکتو به معنای مکانی است که توسط تل ماسه‌های کوچک محصور شده‌است.
- عبدالسعدی در تاریخ سودان آورده‌است «طوارق آنجا را به عنوان انباری برای وسایل شان ساخته بودند، و آنجا به عنوان چهارراهی برای عبور و مرور رهگذران تبدیل شد، مسئول نگهداری از متعلقات ایشان زن برده‌ای بود که در زبان خود به او تینبوکتو می‌گفتند، به معنی کسی که غده دارد، مکان مبارکی که او در آن چادر زد از آن پس به همین نام خوانده شد»
- شرق‌شناس فرانسوی رنه بست تئوری دیگری دارد، اینکه نام از ریشه آزناکی ب ک ت به معنای دور یا پنهان و پیشوند مؤنث ساز تین ساخته شده‌است.

تأیید نظریات بالا به شناخت پایه‌گذار شهر وابسته‌است؛ که آن هم به خاطر بسیاری از محدودیت‌ها در حفاری تاکنون ممکن نشده‌است.

## جغرافیا

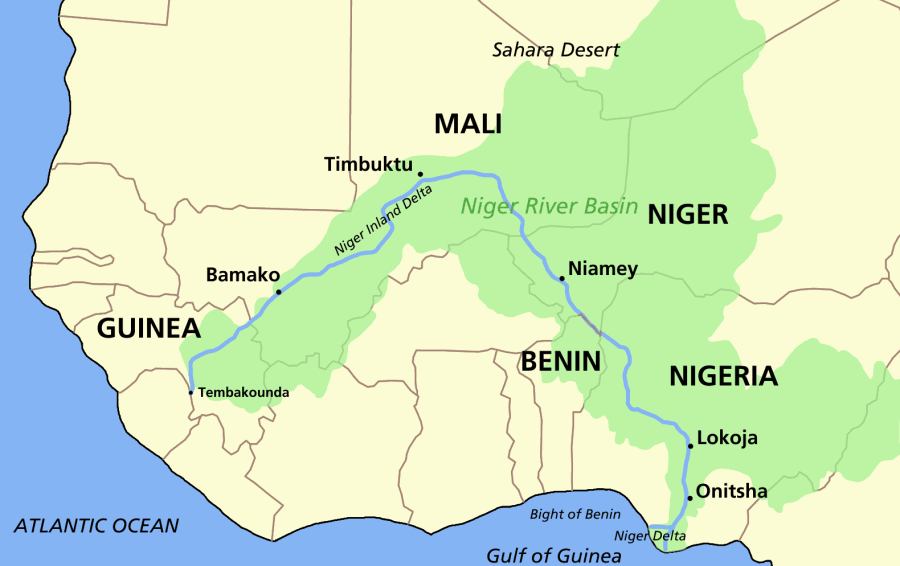
نقشه رود نیجر و حوزه‌اش (سبزرنگ) و موقعیت تمبوکتو نسبت به آن

تمبوکتو در لبه جنوبی صحرای بزرگ آفریقا و در ۱۵ کیلومتری شمال شاخه اصلی رود نیجر واقع شده‌است. شهر توسط تل ماسه‌ها محاصره شده‌است و خیابان‌هایش پویشیده از شن هستند. بندر کابارا در ۸ کیلومتری جنوب شهر قرار دارد و به وسیله کانالی ۳ کیلومتری به یکی از شاخه‌های رودخانه متصل می‌شود. کانال به شدت لجن گرفته بود اما در سال ۲۰۰۷ با کمک مالی لیبی لایروبی شد.
سیلاب‌های رود نیجر نتیجه بارش‌های سنگین در سرشاخه‌هایش در نیجر، غنا و شمال ساحل عاج است. اوج بارش باران در این مناطق در ماه آگوست است اما پایین آمدن سیلاب در سیستم رودخانه و در طول دلتای داخلی رود نیجر زمان می‌برد. در تمبوکتو سیلاب طول می‌کشد و بیشینه‌اش را در اواخر دسامبر به بیشترین میزان می‌رسد.
در گذشته ناحیه‌ای که با زیر سیل می‌رفته بسیار وسیع بوده‌است و در باران‌های شدید تمام حومه غربی تمبوکتو را فرا می‌گرفته‌است. نهر قابل کشتیرانی کوچکی در کنار شهر در نقشه هاینریش بارث معتل ۱۸۵۷ موجود است. در سال‌های ۱۹۱۷ تا ۱۹۲۱ در دوران استعمار، فرانسوی‌ها برده‌ها را مجبور کردند تا کانال باریکی بین کابالا و تمبوکتو حفر کنند. در طول دهه‌های گذشته این کانال با شن و لجن پوشیده شده بود، اما در طول پروژه لایروبی سال ۲۰۰۷ دوباره باز شد و در زمان‌های سیلاب تمبوکتو دوباره به کابالا وصل می‌شود. دولت مالی قول داده‌است که مشکلات کانال از جمله نبود پل‌های عابر را حل نماید.
کابالا تنها در میان دسامبر تا ژانویه زمانی که رودخانه پرآب است به به عنوان بندر مورد استفاده‌است، در دیگر زمان‌ها قایق‌ها از کوریومه استفاده می‌کنند که با جاده‌ای ۱۸ کیلومتری به تمبوکتو متصل می‌شود.

## اقتصاد

### تجارت نمک
ثروت تمبوکتو و از عوامل مهم موجودیت این شهر قرار گرفتن اش در یکی از مهم‌ترین مسیرهای تجارت ماورای صحرا است. امروزه تنها کالایی که همواره از میان صحرا جابجا می‌شود قطعات نمکی است که از معدن توادنی در مرکز صحرا در ۶۶۴ کیلومتری شمال تمبوکتو به دست می‌آید. تا نیمه سده ۲۰ میلادی بیشتر قطعات نمک توسط کاروان‌های بزرگ (آزالای) جابجا می‌شد، که یکی در اوایل نوامبر تمبوکتو را ترک می‌کرد و دیگری در اواخر مارس.
این کاروان‌های تشکیل یافته از چندین هزار شتر، هر مسیر را در سه هفته می‌پیمودند. برای معدنچیان غذا می‌بردند و در بازگشت بر هر شتر چهار یا پنج قطعه نمک ۳۰ کیلوگرمی بار می‌کردند. عمده تجارت نمک در صحرا توسط عشایری که به طایفه عرب زبان برابیش تعلق داشتند کنترل می‌شد. با اینکه هیچ جاده‌ای در آنجا موجود نیست اکنون قطعات نمک به‌طور معمول توسط کامیون‌ها منتقل می‌شوند. قطعات نمکی که به تمبوکتو می‌آیند به وسیله قایق‌ها به دیگر نقاط مالی منتقل می‌شوند.

### گردشگری
بیشتر گردشگران میان ماه‌های نوامبر و فوریه که دمای هوا پایین است از تمبوکتو بازدید می‌کنند. در دهه ۸۰ میلادی با ساخت هتل بوکتو و هتل آزالای امکان اسکان برای گردشگران فراهم شد. در دهه‌های بعد تعداد گردشگران افزایش یافت به گونه که در سال ۲۰۰۶ هفت هتل کوچک و مهمانخانه در تمبوکتو موجود بوده. شهر از درآمدی به میزان ۵٬۰۰۰ میزان سی اف ای از حضور گردشگران بهره برده‌است.
حملات
از سال ۲۰۰۸ میلادی القائده در مغرب اسلامی شروع به ربودن گردشگران در منطقه ساحل کرد. در ژانویه ۲۰۰۹ چهار گردشگر که برای شرکت در جشنواره‌ای به شهر آندرامبوکانه در مرز مالی و نیجر رفته بودند، ربوده شدند و در ادامه یکی از این چهار گردگشر به قتل رسید. در نتیجه این ماجرا و چند حادثه دیگر تعدادی از کشورها از جمله فرانسه، بریتانیا و آمریکا به شهروندانشان توصیه کردند که به مناطقی که از باماکو دور هستند سفر نکنند. تعداد گردشگرانی که از تمبوکتو بازدید می‌کردند به شدت کاهش یافت و به ۶٬۰۰۰ نفر در ۲۰۰۹ و تنها ۴۹۲ نفر در چهار ماه اول سال ۲۰۱۱ رسید.
به خاطر نگرانی‌های امنیتی، دولت مالی در سال ۲۰۱۰ جشنواره بیابان را از اسکانه به حومه تمبوکتو برد. در ۲۰۱۱ جشنواره با حضور ۸۰۰ گردشگر برگزار شد. در نوامبر ۲۰۱۱ مردان مصلح به اقامت گاه گردشگران در هتلی در تمبوکتو یورش بردند، یک نفر را کشتند و سه نفر دیگر را ربودند. این نخستین حادثه تروریستی در خود تمبوکتو بود.

## زبان

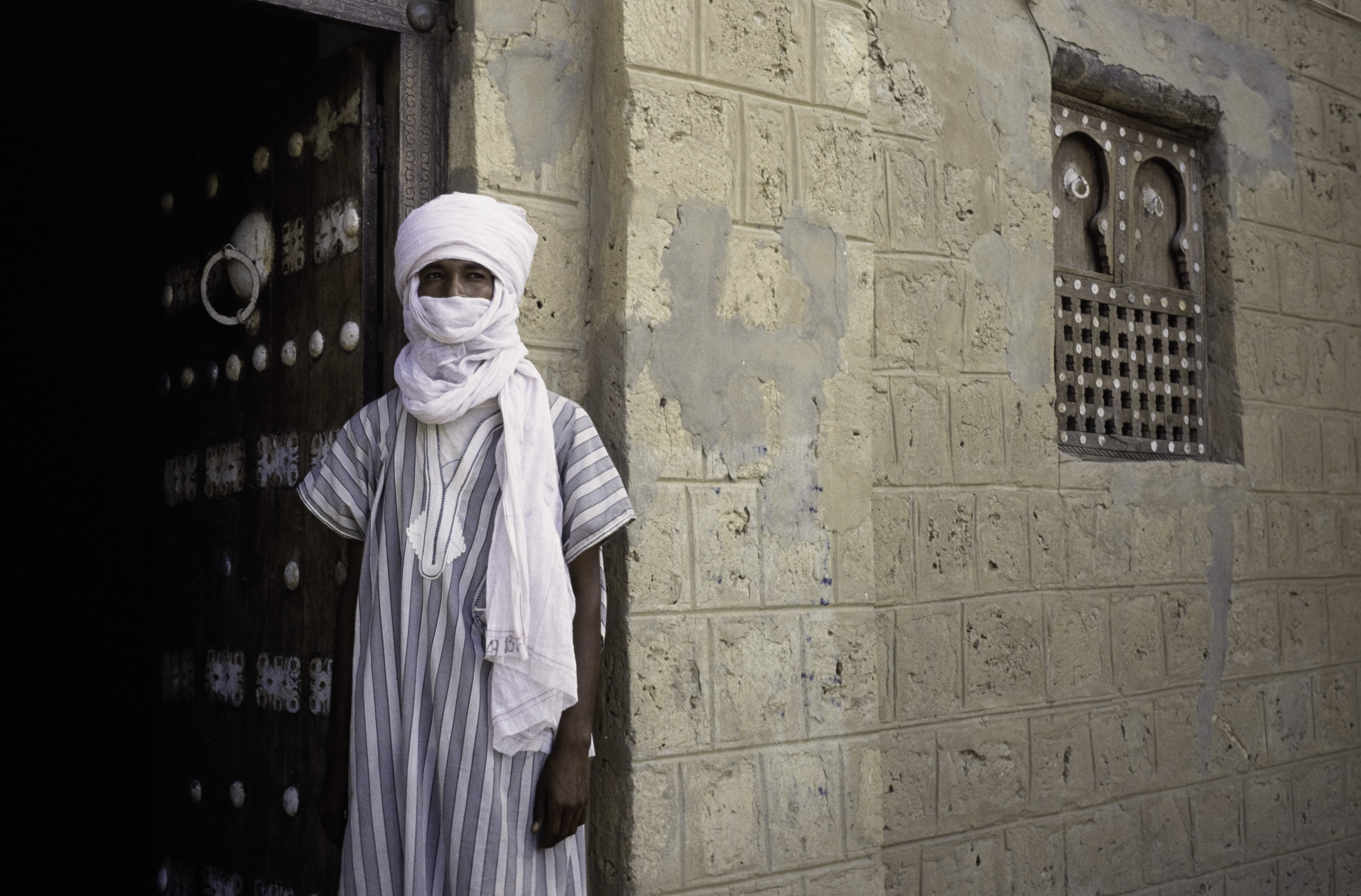
شهر تمبوکتو

با اینکه فرانسوی زبان رسمی مالی است، امروزه اکثر ساکنان تمبوکتو به زبان کویراچینی که از زبان‌های سنغای است و نقش زبان میانجی را بازی می‌کند، استفاده می‌کنند.
عربی در قرن یازدهم میلادی و با ورود اسلام به تمبوکتو آمد و نقش زبان آموزشی و دینی را دارد. با اینکه زبان بامبارا میان بزرگ‌ترین گروه قومی مالی یعنی مردم بامبارا رواج دارد، اما تنها محدود به مناطق جنوبی کشور است. با بهبود زیرساخت‌ها و مرتبط شدن تمبوکتو به شهرهای بزرگ جنوب مالی، استفاده از بامبارا در این شهر تا پیش از اعلام استقلال آزاواد در حال گسترش بود.

## هنر و فرهنگ

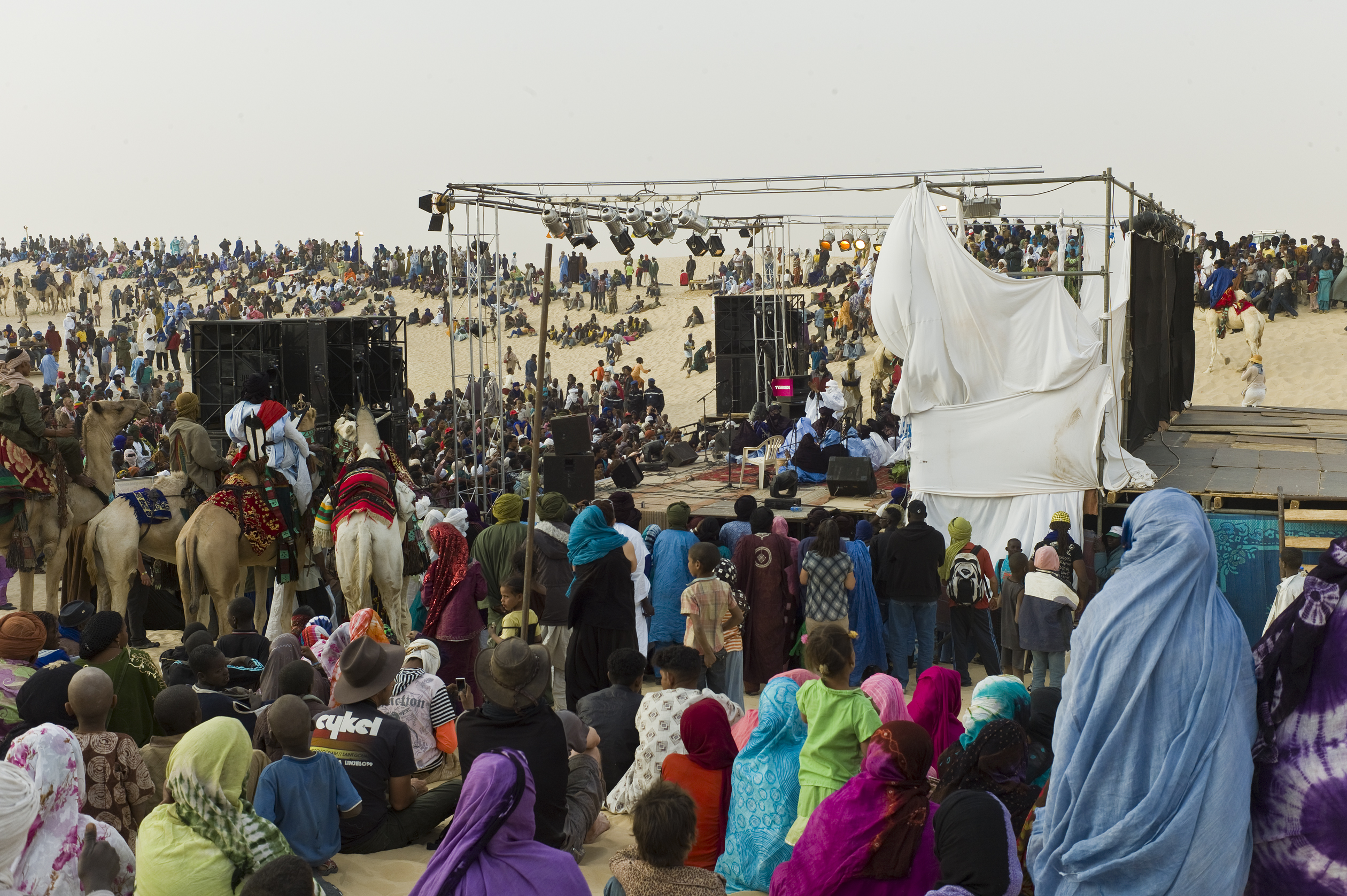
جشنواره بیابان در سال ۲۰۱۲

### رویدادهای فرهنگی
مهم‌ترین رویداد فرهنگی شهر جشنواره بیابان است. زمانی که شورش طوارق در ۱۹۹۶ تحت رهبری کوناره به پایان رسید، ۳٬۰۰۰ سلاح در جشنی سوزانده شد که بعدها در ۲۹ مارس ۲۰۰۳ شعله‌های صلح نام گرفت و مکانی برای برگزاری آن ساخته شد. جشنواره بیابان در ژانویه برای بزرگداشت معاهده صلح در نزدیکی شهر برگزار می‌شود.

### میراث جهانی یونسکو
در جلسه دوازدهم کمیته میراث جهانی یونسکو در دسامبر ۱۹۸۸ بخشی از مرکز تاریخی تمبوکتو برای ثبت در فهرست میراث جهانی یونسکو نامزد کردند. این انتخاب‌ها بر سه معیار استوار بودند:
- معیار II: اماکن مقدس تمبوکتو که برای اوایل دوران اسلامی در آفریقا حیاتی هستند.
- معیار IV: مسجدهای تمبوکتو که نشانه دوران طلایی فرهنگی و آموزشی را در دوران امپراتوری سنغای هستند.
- معیار V: شیوه ساخت مسجدها که هنوز اصالت خود را حفظ کرده‌است و نشان دهنده فن‌های سنتی در ساختمان‌سازی است.

اولین نامزدی در ۱۹۷۹ به خاطر عدم علامتگذاری نامناسب ناموفق بود: دولت مالی کل شهر تمبوکتو را در نظر گرفته بود، نزدیک به یک دهه بعد سه مسجد و ۱۶ مقبره یا گورستان از شهر قدیمی برای میراث جهانی یونسکو انتخاب شد.

### حملات بنیادگرایان
در می۲۰۱۲ نیروهای انصارالدین مقبره‌ای را در این شهر ویران کردند، همچنین در ژوئن ۲۰۱۲ در پی نبرد گائو و تمبوکتو، دیگر مقبره‌ها، از جمله مقبره سیدی محمود، توسط دیگر گروه‌های مشابه که با بیل و کلنگ به آن‌ها یورش برده بودند تخریب شدند. یکی از سخنگویان انصارالدین بیان کرد که این مقبره‌ها از آن رو که نمادهای شرک آلود بودند می‌بایست تخریب شوند. این عمل به عنوان جنایت علیه بشریت و جنایت جنگی توصیف شده‌است.

## آموزش
"اگر دانشگاه سنکوره [...] از نابسامانی‌های حاصل از یورش‌های بیگانگان مصون مانده بود، شاید تاریخ فرهنگی و آموزشی آفریقا متفاوت از آنچه امروز است می‌شد. "

– قوام نکرومه در گشایش دانشگاه غنا، ۱۹۶۱

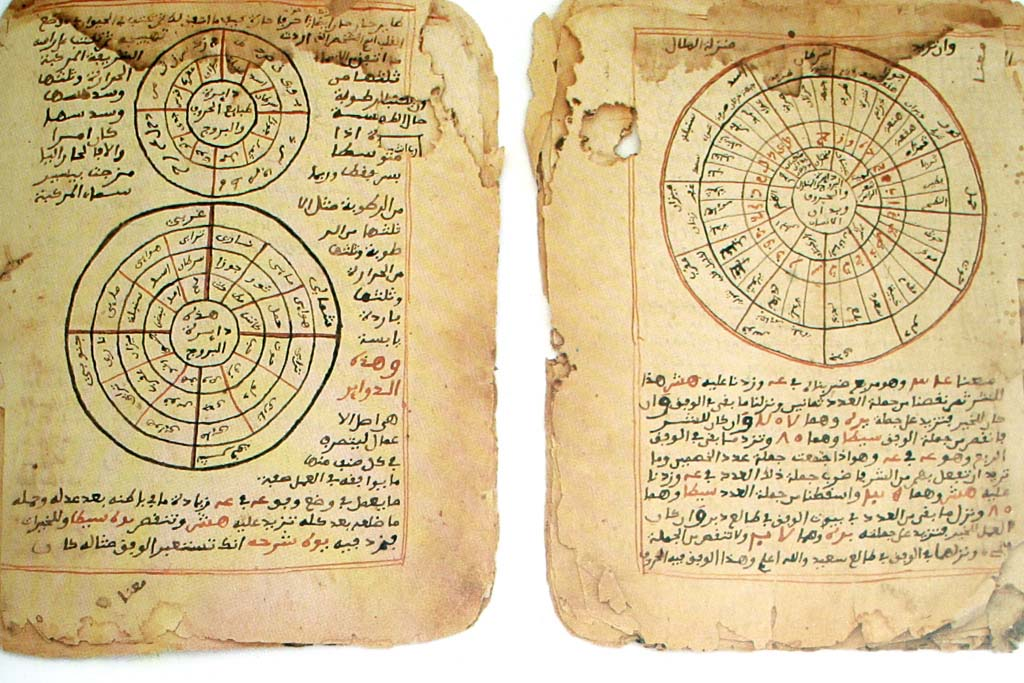
صفحه‌ای از یک نسخه خطی متعلق به تمبوکتو مربوط به ریاضیات و نجوم

تمبوکتو در میان قرن‌های ۱۳ تا ۱۷ میلادی، یکی از مراکز جهانی آموزش اسلامی بوده‌است، به خصوص در دوران امپراتوری مالی و حکومت اسکیا محمد اول. دولت مالی و سازمان‌های مردم‌نهاد در حال فهرست نویسی و نگهداری میراث مکتوب این دوره که با عنوان نسخه‌های خطی تمبوکتو شناخته می‌شود هستند.
رشد اقتصادی تمبوکتو در سده‌های ۱۳ و ۱۴ میلادی سبب شد مهاجرت عالمان از ولاته به تمبوکتو شد، همین منجر به آغاز دوران طلایی شهر در سده‌های ۱۵ و ۱۶ میلادی شد و شهر به مرکزی برای عالمان، هنرمندان و دانشمندان بدل شد. جمع‌آوری کتاب‌ها از دیگر نقاط جهان اسلامی و حمایت امپراتور اسکیا محمد سبب کتابت هزاران کتاب خطی شد.
کلاس‌های درس در مکان‌هایی که به نام مدرسه شناخته می‌شد برپا می‌شدند که امروزه با عنوان دانشکده تمبوکتو شناخته می‌شوند، سه مدرسه معروف تمبوکتو عبارت اند از جنگاریبر، سیدی یحیی و سنکوره که ۲۵٬۰۰۰ طلبه در آن به تحصیل می‌پرداخته‌اند.
برخلاف مراکز تحصیلی سکولار اروپا این مراکز به عنوان مدارس دینی مطرح بودند. در حالی که مدارس اروپایی برپایه همکاری استاد و شاگرد پدید آمده بودند مدارس تمبوکتو به صورت دودمانی اداره و حمایت می‌شدند و این خانواده‌ها همچنین حجره‌هایی در اختیار طلبه‌ها برای سکونتشان قرار می‌دادند. با اینکه قوانین اسلامی و آموزه‌هایش در جریان گسترش اسلام از شمال آفریقا به تمبوکتو آمده بودند، علوم اسلامی در غرب آفریقا توسط احمد بابا التمبکتی به عنوان بزرگ‌ترین عالم شهر گسترش یافت.
نظام آموزشی تا قرن نوزدهم میلادی به همان شکل حفظ شد. آموزش اسلامی در تمبوکتو با اشغال اش توسط فرانسویان، خشکسالی در دهه ۷۰ و ۸۰ میلادی و جنگ داخلی مالی در دهه ۹۰ میلادی، با مشکلات فراوان روبرو شده‌است.

### نسخه‌های خطی و کتابخانه‌ها

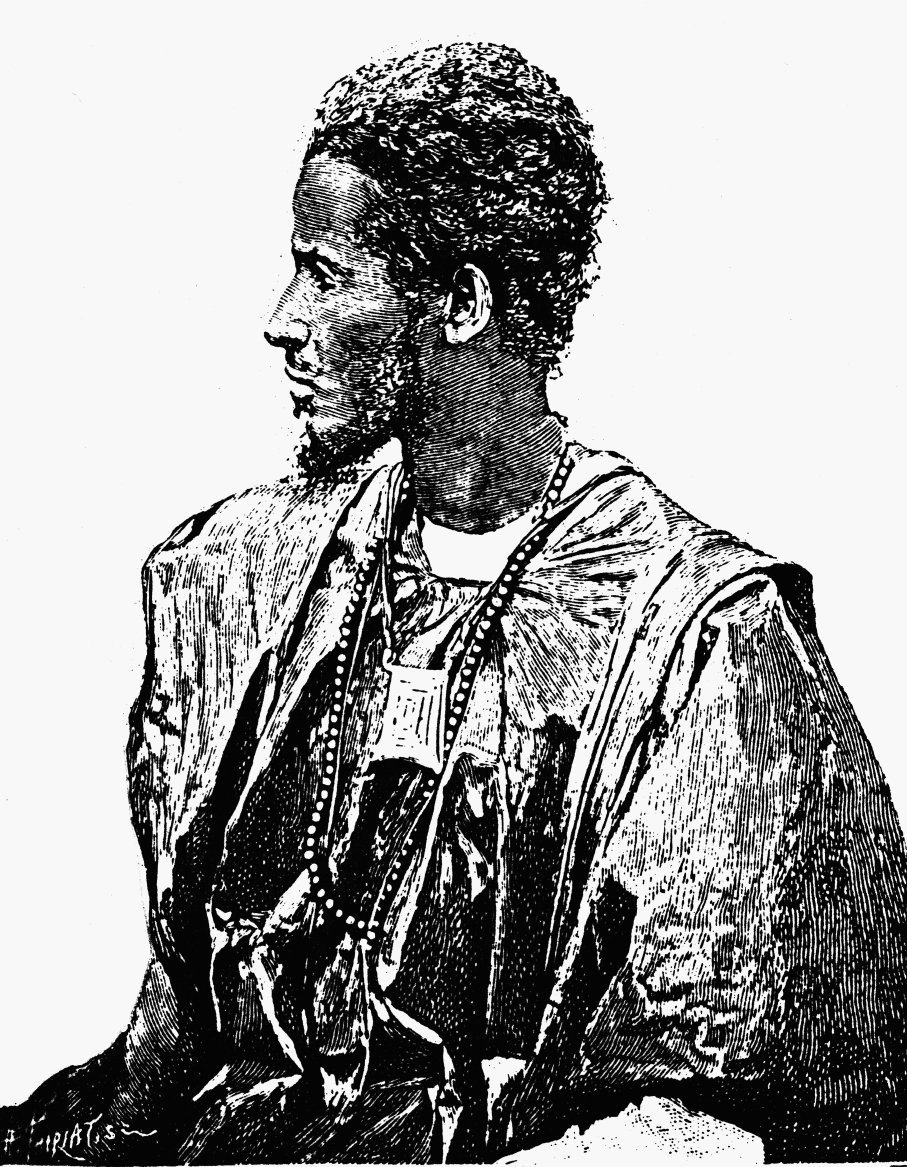
مربوط موروی قبیله کونتی، که مجموعه نسخه‌های خطی الکونتی نام اش را از او گرفته‌است. ۱۸۹۸

صدها هزار نسخه خطی در طول سده‌ها در تمبوکتو جمع‌آوری شده‌است. بعضی در خود این شهر نوشته شده‌است، بعضی از جمله نسخه‌های نفیس قرآن که به خانواده‌های ثروتمند تعلق دارد، در جریان فعال تجارت کتاب به تمبوکتو آورده شده.
در دوران افول شهر صاحبان بسیاری از این کتاب‌ها با پنهان کردن شان در زیرزمین‌ها و زیر خاک یا در دیوارهای کاه گلی مسجدها، آن‌ها را حفظ کردند. اکنون بیش از ۷۰۰٬۰۰۰ نسخه خطی در مجموعه‌ای از کتاب‌خانه‌ها در تمبوکتو نگهداری می‌شوند. اما در ژانویه ۲۰۱۳ نیروهای شورشی بسیاری از نسخه‌های خطی را پیش از ترک شهر نابود کردند.
- مؤسسه احمد بابا
- کتابخانه ماما حیدرا
- فوندو کاتی
- کتابخانه الونگری
- کتابخانه محمد طاهر
- کتابخانه مایگالا
- مجموعه بولاراف
- مجموعه الکونتی

این کتابخانه‌ها بزرگ‌ترین کتابخانه‌ها از ۶۰ کتابخانه خصوصی یا عمومی موجود در تمبوکتو هستند، هرچند برخی از این ۶۰ کتاب‌خانه تنها ردیفی کوچک از کتاب دارند. در شرایط موجود بسیاری از کتاب‌ها آسیب می‌بینند یا سرقت می‌شوند. پروژه نسخه‌های خطی تمبوکتو که توسط دانشگاه‌های مستقل پدید آمده‌است به حفظ این نسخه‌ها کمک می‌کند.

## شهرهای خواهر
تمبوکتو با شش شهر جهان خواهرخوانده است:
| کشور          | شهر خواهرخوانده |
| ------------- | --------------- |
| آلمان         | کمنیتز          |
| پادشاهی متحده | هی-آن-وی        |
| تونس          | قیروان          |
| مراکش         | مراکش           |
| فرانسه        | سنت             |
| ایالات متحده  | تمپی            |

## فهرست منابع
1. ↑  Jeppie 2008.

- Wikipedia contributors, "Timbuktu," Wikipedia, The Free Encyclopedia،